# Liste von Columbia-Pictures-Filmen
Dies ist eine unvollständige Auflistung der von Columbia Pictures herausgebrachten Filme.

## Liste der Columbia-Pictures-Filme

### 1920er Jahre
- 1922 – More To Be Pitied Than Scorned (C.B.C. Produktion)
- 1922 – Nur ein Ladenmädchen (orig. Only A Shop Girl) (C.B.C. Produktion)
- 1928 – That Certain Thing
- 1928 – Submarine
- 1928 – So This Is Love
- 1929 – The Donovan Affair
- 1929 – Junggesellin aus Leidenschaft (orig. The Bachelor Girl)

### 1930er Jahre
- 1931 – Vor Blondinen wird gewarnt (orig. Platinum Blonde)
- 1932 – Der Tag, an dem die Bank gestürmt wurde (orig. American Madness)
- 1932 – Vier Fäuste wie ein Donnerschlag (orig. Fighting Fool)
- 1932 – Unbescholten (orig. Virtue)
- 1934 – Es geschah in einer Nacht (orig. It Happened One Night)
- 1934 – Napoleon vom Broadway (orig. Twentieth Century)
- 1934 – Das leuchtende Ziel (orig. One Night of Love)
- 1935 – She Married Her Boss
- 1935 – Stadtgespräch (orig. The Whole Town's Talking)
- 1936 – The King Steps Out
- 1936 – Mr. Deeds geht in die Stadt (orig. Mr. Deeds Goes to Town)
- 1937 – In den Fesseln von Shangri-La (orig. Lost Horizon)
- 1937 – Die schreckliche Wahrheit (orig. The Awful Truth)
- 1937 – The Shadow
- 1938 – Lebenskünstler (orig. You Can't Take It with You)
- 1938 – Blondie (erster Film der Blondie-Reihe)
- 1939 – S.O.S. Feuer an Bord – auch unter dem Titel Flugpioniere in Not (orig. Only Angels Have Wings)
- 1939 – Mr. Smith geht nach Washington (orig. Mr. Smith Goes to Washington)

### 1940er Jahre
- 1940 – Sein Mädchen für besondere Fälle (orig. His Girl Friday)
- 1940 – Ein Ehemann zuviel (orig. Too Many Husbands)
- 1940 – Hochzeit wider Willen (orig. The Doctor Takes a Wife)
- 1941 – Adam hatte vier Söhne (orig. Adam Had Four Sons)
- 1941 – Akkorde der Liebe (orig. Penny Serenade)
- 1941 – Urlaub vom Himmel (orig. Here Comes Mr. Jordan)
- 1941 – Du gehörst zu mir (orig. You Belong to Me)
- 1941 – Reich wirst du nie (orig. You’ll Never Get Rich)
- 1942 – Zeuge der Anklage (orig. The Talk of the Town)
- 1942 – Meine Schwester Ellen (orig. My Sister Eileen)
- 1942 – Du warst nie berückender – auch unter dem Titel Ein schönes Mädchen wie du (orig. You Were Never Lovelier)
- 1943 – Immer mehr, immer fröhlicher (orig. The More the Merrier)
- 1943 – Desperados – Aufruhr der Gesetzlosen (orig. The Desperadoes)
- 1943 – Batman und Robin (orig. The Batman)
- 1943 – Sahara
- 1944 – Es tanzt die Göttin – auch unter dem Titel Das Fräulein auf dem Titelblatt (orig. Cover Girl)
- 1944 – Modell wider Willen (orig. Together Again)
- 1945 – Tonight and Every Night
- 1945 – Küsse und verschweig mir nichts! (orig. Kiss and Tell)
- 1945 – Mein Name ist Julia Ross (orig. My Name Is Julia Ross)
- 1946 – Gilda
- 1946 – Gehaßt, gejagt, gefürchtet (orig. Renegades)
- 1946 – Der Jazzsänger (orig. The Jolson Story)
- 1947 – Späte Sühne – auch unter dem Titel Ein Mensch verschwindet (orig. Dead Reckoning)
- 1947 – Abgekartetes Spiel (orig. Framed)
- 1947 – Eine Göttin auf Erden (orig. Down to Earth)
- 1947 – Die Lady von Shanghai (orig. The Lady from Shanghai)
- 1948 – Liebesnächte in Sevilla (orig. The Loves of Carmen)
- 1948 – Ich tanze in dein Herz (orig. Ladies of the Chorus)
- 1949 – Der Berg des Schreckens (orig. Lust for Gold)
- 1949 – Schweigegeld für Liebesbriefe (orig. The Reckless Moment)
- 1949 – Der Mann, der herrschen wollte (orig. All the King's Men)
- 1949 – Flitterwochen mit Hindernissen (orig. Tell It to the Judge)

### 1950er Jahre
- 1950 – Ein einsamer Ort (orig. In a Lonely Place)
- 1950 – Robin Hoods Vergeltung (orig. Rogues of Sherwood Forest)
- 1950 – Der letzte Freibeuter (orig. Last of the Buccaneers)
- 1950 – Die Lügnerin (orig. Harriet Craig)
- 1950 – Die ist nicht von gestern (orig. Born Yesterday)
- 1951 – Frauenraub in Marokko (orig. Ten Tall Men)
- 1952 – Affäre in Trinidad (orig. Affair in Trinidad)
- 1952 – Budapest antwortet nicht (orig. Assignment: Paris)
- 1952 – Goldraub in Texas (orig. Hangman's Knot)
- 1953 – Salome
- 1953 – Die 5000 Finger des Dr. T. (orig. The 5,000 Fingers of Dr. T.)
- 1953 – Verdammt in alle Ewigkeit (orig. From Here to Eternity)
- 1953 – Heißes Eisen (orig. The Big Heat)
- 1953 – Fegefeuer (orig. Miss Sadie Thompson)
- 1954 – Die seltsamen Wege des Pater Brown (orig. Father Brown)
- 1954 – Die Faust im Nacken (orig. On the Waterfront)
- 1954 – Eine glückliche Scheidung (orig. Phffft)
- 1955 – Der Mann aus Laramie (orig. The Man from Laramie)
- 1955 – Ehe in Fesseln (orig. Queen Bee)
- 1955 – Picknick (orig. Picnic)
- 1956 – Schmutziger Lorbeer (orig. The Harder They Fall)
- 1956 – Geliebt in alle Ewigkeit (orig. The Eddy Duchin Story)
- 1957 – Spiel mit dem Feuer (orig. Fire Down Below)
- 1957 – Pal Joey
- 1957 – Zähl bis drei und bete (orig. 3:10 to Yuma)
- 1957 – Die Brücke am Kwai (orig. The Bridge on the River Kwai)
- 1957 – Fahrkarte ins Jenseits (orig. Decision at Sundown)
- 1958 – Das letzte Hurra (orig. The Last Hurrah)
- 1958 – Auf eigene Faust (orig. Ride Lonesome)
- 1959 – April entdeckt die Männer (orig. Gidget)
- 1959 – Sie kamen nach Cordura (orig. They Came to Cordura)
- 1959 – Plötzlich im letzten Sommer (orig. Suddenly, Last Summer)
- 1959 – Unser Mann in Havanna (orig. Our Man in Havana)

### 1960er Jahre
- 1961 – Die Kanonen von Navarone (orig. The Guns of Navarone)
- 1961 – Ein Fleck in der Sonne (orig. A Raisin in the Sun)
- 1961 – Zwei ritten zusammen (orig. Two Rode Together)
- 1961 – Die geheimnisvolle Insel (orig. Mysterious Island)
- 1961 – Der Teufel kommt um vier (orig. The Devil at 4 O'Clock)
- 1962 – Barabbas
- 1962 – Lawrence von Arabien (orig. Lawrence of Arabia)
- 1962 – Auf glühendem Pflaster (orig. Walk on the Wild Side)
- 1962 – Rebellion (orig. H.M.S. Defiant)
- 1962 – Noch Zimmer frei (orig. The Notorious Landlady)
- 1962 – Der letzte Zug (orig. Experiment in Terror)
- 1964 – Dr. Seltsam, oder wie ich lernte, die Bombe zu lieben (orig. Dr. Strangelove or: How I Learned to Stop Worrying and Love the Bomb)
- 1964 – Leih mir deinen Mann (orig. Good Neighbor Sam)
- 1964 – Die erste Fahrt zum Mond (orig. First Men in the Moon)
- 1964 – Deine Zeit ist um (orig. Behold a Pale Horse)
- 1964 – Angriffsziel Moskau – auch unter dem Titel Fail Safe – Feuer wird vom Himmel fallen (orig. Fail-Safe)
- 1965 – Lord Jim
- 1965 – Dschingis Khan (orig. Genghis Khan)
- 1965 – Der Fänger (orig. The Collector)
- 1965 – Cat Ballou – Hängen sollst du in Wyoming (orig. Cat Ballou)
- 1965 – Zwischenfall im Atlantik (orig. The Bedford Incident)
- 1966 – Ein Mann wird gejagt (orig. The Chase)
- 1966 – Georgy Girl
- 1966 – Alvarez Kelly
- 1966 – Die gefürchteten Vier (orig. The Professionals)
- 1967 – Casino Royale
- 1967 – Der Tiger schlägt zurück (orig. The Tiger Makes Out)
- 1967 – Rat mal, wer zum Essen kommt (orig. Guess Who's Coming to Dinner)
- 1967 – Kaltblütig (orig. In Cold Blood)
- 1968 – Der Schwimmer (orig. The Swimmer)
- 1968 – Schlacht um Anzio (orig. The Battle For Anzio)
- 1968 – Funny Girl
- 1968 – Rollkommando (orig. The Wrecking Crew)
- 1969 – Die Todesreiter (orig. The Desperados)
- 1969 – Mackenna’s Gold
- 1969 – Easy Rider
- 1969 – Verschollen im Weltraum (orig. Marooned)
- 1969 – Die Kaktusblüte (orig. Cactus Flower)

### 1970er Jahre
- 1970 – Five Easy Pieces – Ein Mann sucht sich selbst (orig. Five Easy Pieces)
- 1970 – Kein Lied für meinen Vater (orig. I Never Sang for My Father)
- 1970 – Die Dame im Auto mit Brille und Gewehr (orig. The Lady in the Car with Glasses and a Gun)
- 1970 – Der Sheriff (orig. I Walk the Line)
- 1971 – Monty Pythons wunderbare Welt der Schwerkraft (orig. And Now for Something Completely Different)
- 1971 – Die letzte Vorstellung (orig. The Last Picture Show)
- 1971 – Nikolaus und Alexandra (orig. Nicholas and Alexandra)
- 1971 – Der Millionenraub (orig. $)
- 1973 – Der verlorene Horizont (orig. Lost Horizon)
- 1973 – Das letzte Kommando (orig. The Last Detail)
- 1974 – Sindbads gefährliche Abenteuer (orig. The Golden Voyage of Sinbad)
- 1975 – Der Mann ohne Nerven (orig. Breakout)
- 1975 – Shampoo
- 1975 – Funny Lady
- 1975 – 700 Meilen westwärts (orig. Bite the Bullet)
- 1975 – Der Mann, der König sein wollte (orig. The Man Who Would Be King)
- 1976 – Taxi Driver
- 1976 – Robin und Marian (orig. Robin and Marian)
- 1976 – Eine Leiche zum Dessert (orig. Murder by Death)
- 1976 – Schwarzer Engel (orig. Obsession)
- 1976 – Der Strohmann (orig. The Front)
- 1977 – Sindbad und das Auge des Tigers (orig. Sinbad and the Eye of the Tiger)
- 1977 – Unheimliche Begegnung der dritten Art (orig. Close Encounters of the Third Kind)
- 1978 – Der wilde Haufen von Navarone – auch unter dem Titel Force 10 – Die Spezialeinheit (orig. Force 10 from Navarone)
- 1979 – Das tödliche Dreieck (orig. Hanover Street)
- 1979 – … und Gerechtigkeit für alle (orig. …And Justice for All)
- 1979 – 1941 – Wo bitte geht’s nach Hollywood (orig. 1941)
- 1979 – Hinter dem Rampenlicht (orig. All That Jazz)
- 1979 – Der elektrische Reiter (orig. The Electric Horseman)

### 1980er Jahre
- 1980 – Oh, Moses! (orig. Wholly Moses!)
- 1980 – Die blaue Lagune (orig. The Blue Lagoon)
- 1981 – Heavy Metal
- 1981 – Die Sensationsreporterin (orig. Absence of Malice)
- 1982 – Flammen am Horizont (orig. Wrong Is Right)
- 1982 – Monty Python Live at the Hollywood Bowl
- 1982 – Gandhi
- 1982 – Tootsie
- 1983 – Das fliegende Auge (orig. Blue Thunder)
- 1983 – Der große Frust (orig. The Big Chill)
- 1983 – Christine
- 1983 – Frauen waren sein Hobby (orig. The Man Who Loved Women)
- 1984 – Gegen jede Chance (orig. Against All Odds)
- 1984 – Moskau in New York (orig. Moscow on the Hudson)
- 1984 – Ghostbusters – Die Geisterjäger (orig. Ghost Busters)
- 1984 – Karate Kid (orig. The Karate Kid)
- 1985 – St. Elmo's Fire – Die Leidenschaft brennt tief (orig. St. Elmo's Fire)
- 1985 – Die rabenschwarze Nacht – Fright Night (orig. Fright Night)
- 1985 – Die Braut (The Bride)
- 1986 – Karate Kid II – Entscheidung in Okinawa (orig. The Karate Kid, Part II)
- 1987 – Zwischen den Zeilen (orig. 84 Charing Cross Road)
- 1987 – La Bamba
- 1987 – Chicago Blues (orig. The Big Town)
- 1987 – Der Mann im Hintergrund (orig. Someone to Watch Over Me)
- 1988 – Ich bin Du (orig. Vice Versa)
- 1988 – Little Nikita
- 1988 – Pippi Langstrumpfs neueste Streiche (orig. The Adventures of Pippi Longstocking)
- 1988 – Der Priestermord (orig. To Kill a Priest)
- 1988 – Die Abenteuer des Baron Münchhausen (orig. The Adventures of Baron Munchausen)
- 1989 – Ghostbusters II
- 1989 – Karate Kid III – Die letzte Entscheidung (orig. The Karate Kid, Part III)

### 1990er Jahre
- 1990 – Flatliners – Heute ist ein schöner Tag zum Sterben (orig. Flatliners)
- 1990 – Zeit des Erwachens (orig. Awakenings)
- 1991 – Tödliche Gedanken (orig. Mortal Thoughts)
- 1991 – Indian Runner (orig. The Indian Runner)
- 1991 – Rückkehr zur blauen Lagune (orig. Return to the Blue Lagoon)
- 1991 – My Girl – Meine erste Liebe (orig. My Girl)
- 1992 – Eine Klasse für sich (orig. A League of Their Own)
- 1992 – Bitter Moon
- 1992 – Weiblich, ledig, jung sucht … (orig. Single White Female)
- 1992 – Bram Stoker’s Dracula (orig. Dracula)
- 1992 – Eine Frage der Ehre (orig. A Few Good Men)
- 1993 – Und täglich grüßt das Murmeltier (orig. Groundhog Day)
- 1994 – Betty und ihre Schwestern (orig. Little Women)
- 1995 – To Die For
- 1995 – Der 1. Ritter (orig. First Knight)
- 1995 – Hallo, Mr. President (orig. The American President)
- 1995 – Sinn und Sinnlichkeit (orig. Sense and Sensibility)
- 1996 – Amy und die Wildgänse (orig. Fly Away Home)
- 1996 – Larry Flynt – Die nackte Wahrheit (orig. The People vs. Larry Flynt)
- 1997 – Men in Black
- 1997 – Air Force One
- 1997 – Ich weiß, was du letzten Sommer getan hast (orig. I Know What You Did Last Summer)
- 1998 – Still Crazy
- 1999 – Das Ende einer Affäre (orig. The End of the Affair)
- 1999 – Stuart Little

### 2000er Jahre
- 2000 – 3 Engel für Charlie (orig. Charlie's Angels)
- 2000 – Vertical Limit
- 2000 – Forrester – Gefunden! (orig. Finding Forrester)
- 2000 – All die schönen Pferde (orig. All the Pretty Horses)
- 2001 – Ritter aus Leidenschaft (orig. A Knight's Tale)
- 2002 – Panic Room
- 2002 – Spider-Man
- 2002 – Men in Black II
- 2003 – S.W.A.T. – Die Spezialeinheit (orig. S.W.A.T.)
- 2003 – Big Fish – Der Zauber, der ein Leben zur Legende macht. (orig. Big Fish)
- 2003 – Peter Pan
- 2005 – Into the Blue
- 2005 – The Producers
- 2006 – Marie Antoinette
- 2006 – Das Spiel der Macht (orig. All the King's Men)

### 2010er Jahre
- 2012 – Der Chaos-Dad (That's My Boy)

Seit etwa 2004/2005 wird die Marke Columbia Pictures vermehrt durch Sony Pictures Entertainment abgelöst.